# Rattus argentiventer
Rattus argentiventer

 es una especie de mamífero roedor que Robinson y Kloss describieron científicamente por primera vez en el año 1916. Pertenece al género Rattus de la familia Muridae.
Es de tamaño mediano. Vive en grupos con un macho dominante. Son activos de noche. Vive en sabanas o pastizales. Se alimenta de termitas, saltamontes, otros insectos, arroz, nueces, verduras y frutas. Las gentes locales las cazan para alimento.
Se encuentra en el sudeste de Asia, en sabanas o pastizales. 